# Bleda
Bleda (c. 390-445), o huno, irmão de Átila, comandou os hunos junto com seu irmão durante 11 anos. Seu reinado terminou no ano 445, Bleda morreu e Átila ficou como único rei. Existe abundante especulação histórica sobre se Átila assassinou seu irmão ou se Bleda morreu por outras causas.[carece de fontes?]